# FiveThirtyEight
FiveThirtyEight is een Amerikaanse nieuwswebsite met analyses van opiniepeilingen, politiek en sport en in mindere mate economie, wetenschap en cultuur. De naam is een verwijzing naar 538, het aantal kiesmannen in het Amerikaanse kiescollege.
De website werd op 7 maart 2008 opgericht door analist Nate Silver. In augustus 2010 werd het een onderdeel van The New York Times online. Sportzender ESPN kocht FiveThirtyEight in juli 2013, de vernieuwde website werd gelanceerd op 17 maart 2014. Sindsdien bericht FiveThirtyEight over meer dan politiek, met vooral ook veel analyses van sportprestaties. In 2018 werd ABC News, uit dezelfde stal als ESPN, de nieuwe eigenaar.
De website wist zich in de aanloop naar de Amerikaanse presidentsverkiezingen 2008 te onderscheiden van andere analisten en nieuwsbronnen door Silvers gesofisticeerde statistische analyses, gebaseerd op zijn ervaring met sabermetrics, de cijfermatige analyse van honkbal. Tijdens de presidentsverkiezing van 2012 voorspelde FiveThirtyEight de winnaar in alle 50 staten. FiveThirtyEight heeft in zijn beginjaren verschillende prijzen gewonnen. In de Amerikaanse presidentsverkiezingen van 2016 gaf FiveThirtyEight Hillary Clinton 71% kans om de verkiezing te winnen. Hiermee dichte FiveThirtyEight meer kansen toe aan Donald Trump dan andere verkiezingsmodellen of de gokmarkten. Voor de Amerikaanse presidentsverkiezingen 2020 gaf FiveThirtyEight 89% kans aan Joe Biden om te winnen en voorspelde daarmee correct de winnaar. Het voorspelde de juiste uitslag in 48 van de 50 staten.
In 2023 werd Nate Silver ontslagen binnen het kader van een besparingsoperatie en grote ontslagronde bij ABC News. Silver behield echter de exclusieve rechten op zijn verkiezingsmodel, waardoor hij in 2024 dit verkiezingsmodel publiceerde op zijn eigen website, het Silver Bulletin. FiveThirtyEight nam daarom een nieuwe data journalist aan, G. Elliott Morris, die het model voor de verkiezingen van 2024 maakte voor FiveThirtyEight.